# Сёрум, Кнут
Кнут Андерс Сёрум (норв. Knut Anders Sørum; р. 12 апреля 1976, Эстре-Тутен) — норвежский певец, солист норвежской анблэк-метал-группы Vardøger.
В 27 лет Кнут выиграл Melodi Grand Prix 2004 с поп-балладой «High» («Выше»). Это дало ему право представить Норвегию на конкурсе песни Евровидение 2004 года в Стамбуле.
В финале его песня получила всего 3 очка от Швеции и заняла последнее место (24-е из 24 возможных). Это был девятый раз за историю участия Норвегии на песенном конкурсе Евровидение, когда страна занимала последнее место.
В 2010 Кнут участвовал в записи альбома «Wig Wamania» группы Wig Wam.

## Интересные факты
Во время объявления результатов, когда ни одна из стран подолгу не давала голосов норвежскому конкурсанту, австралийский комментатор Даз Манган пошутил, что заплатит любому, кто проголосует за Норвегию. В качестве суммы комментирующий сначала предложил «тысячу баксов» («a thousand bucks»), а под конец голосования уже «десять тысяч баксов и собственный дом» («ten thousand bucks and my house»). Когда Мангана попросили прокомментировать свои реплики, тот ответил, что не хотел видеть этого участника победителем и не был вообще уверен, что за него проголосует кто-то ещё кроме Швеции.

## Дискография
- Prøysen (2010)